# 石川県道252号瀬戸春木線

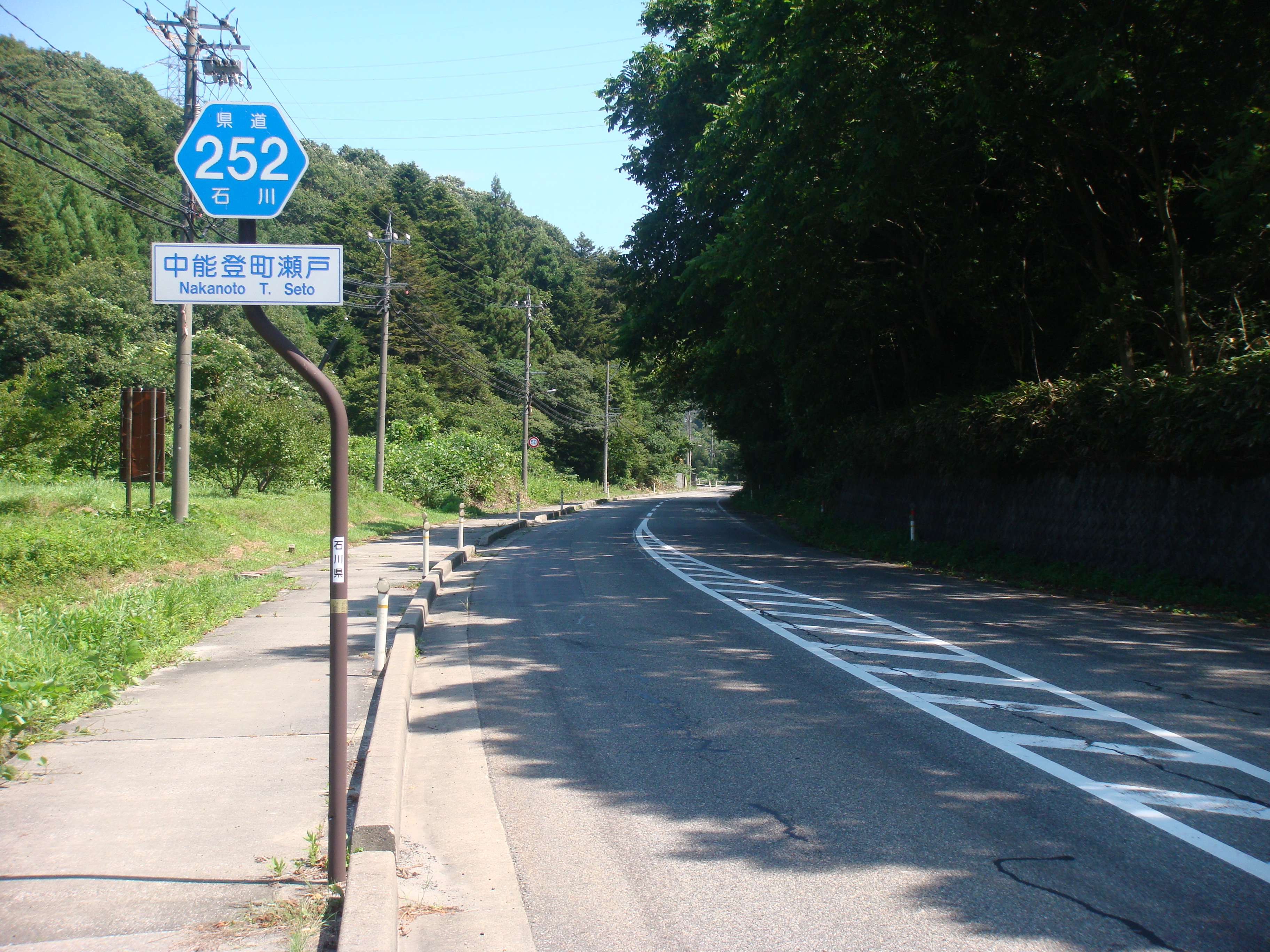
中能登町瀬戸
（2011年（平成23年）撮影）

石川県道252号瀬戸春木線（いしかわけんどう252ごう せとはるきせん）は、石川県鹿島郡中能登町内を通る一般県道である。

## 概要
- 起点：石川県鹿島郡中能登町瀬戸は5番1地先（＝瀬戸交差点・石川県道46号志賀田鶴浜線交点）
- 終点：石川県鹿島郡中能登町新庄3部3番1地先（＝新庄交差点・石川県道2号七尾羽咋線交点）

中能登町北部を横断する。起点のある中能登町瀬戸（旧鳥屋町瀬戸）は、眉丈山系北東端に位置し、七尾湾にそそぐ二宮川の支流である伊久留川の上流部の山間の集落である。眉丈山系を横断する道路は、羽咋広域農道や石川県道234号函屋酒井線、石川県道251号志賀鹿西線などと限られているが、当県道はその中でも北東端で東西に横断している。路線認定当初から長年、東に隣接する中能登町春木の春木交差点が終点であったが、更に東へ延伸し、中能登町新庄で石川県道2号七尾羽咋線（通称・西往来 以下同じ）と直接接続している。

## 現況
車道は全区間2車線（片側1車線）であり、6.0mの幅員が確保されている。規格改良率は100％であり、能登地方では希有な路線である。これは、県高速ネットワーク事業として、七尾市から西往来、当県道、石川県道46号志賀田鶴浜線を経て能登有料道路上棚矢駄インターチェンジに至るルートを整備したためである。しかし、整備後に起点の瀬戸交差点から石川県道46号志賀田鶴浜線伊久留バイパスとそれに接続する石川県道298号七尾鳥屋線（七尾道路）や、国道249号七尾和倉バイパスと能越自動車道田鶴浜道路（国道470号）が開通し、当県道よりも七尾市中心部とダイレクトに結ぶ高規格な道路が整備された。歩道は全区間の99.5％以上にあたる2,652m設置されており、幅員は2.0m確保されている。消雪パイプなどの融雪装置は全く設置されていない。
沿道には県道番号標識が随所に立てられている。また、道路管理者である「石川県」の標示や県道番号が入ったデリニエーターも随所に設置されている。当県道と交差する主要道路の交差点手前にも当県道を標す「方面および方向」の案内標識（108の2-A）が標示されている。

## 歴史
- 1960年（昭和35年）10月15日：道路法（昭和27年法律第180号）第7条の規定に基づき路線認定（整理番号159）[2]。
- 1989年（平成元年）7月：1984年度（昭和59年度）から進められてきた春木 - 新庄間1.6kmの未開通区間の整備が完了し、西往来と接続する。
- 1995年（平成7年）：1988年度（昭和63年度）から進められてきた瀬戸 - 春木間の狭隘区間の改良工事が完了。車道部6.0m、歩道部で片側2.5mに拡幅。

## 接続道路
- 石川県道46号志賀田鶴浜線（鹿島郡中能登町瀬戸・瀬戸交差点：起点）
- 石川県道18号氷見田鶴浜線（中能登町春木・春木交差点）
- 石川県道2号七尾羽咋線（中能登町新庄・新庄交差点：終点）

## 通過する自治体
- 石川県
  - 鹿島郡中能登町

## バス路線
- 中能登町コミュニティバス「ゆう友バス」（北部コース：起点交点 - 春木地内）

## 周辺
- 眉丈山
- 二宮川 - 伊久留川
- 十却坊堂林 - 湧水がある
- 能登軍団跡（瀬戸にあると伝えられるが、具体的な所在地は不明[要検証 – ノート]）
- 中能登町営春木住宅
- たんぽぽ保育園
- 古墳公園とりや